# Dukla
Dukla é um município da Polônia, na voivodia da Subcarpácia e no condado de Krosno. Estende-se por uma área de 5,48 km², com 2 119 habitantes, segundo os censos de 2017, com uma densidade de 386,7 hab/km².